# Eremochen russelli
Eremochen russelli är en utdöd fågel i familjen änder inom ordningen andfåglar. Den beskrevs 1961 utifrån fossila lämningar från miocen funna i Oregon, USA.